# جوني راي
جوني راي (بالإنجليزية: Johnny Rae)‏ هو عازف جاز أمريكي، ولد في 11 أغسطس 1934.

## وصلات خارجية
- جوني راي على موقع ميوزك برينز (الإنجليزية)
- جوني راي على موقع ميوزك برينز (الإنجليزية)
- جوني راي على موقع ديسكوغز (الإنجليزية)